# Tipula (Eumicrotipula) nubleana
Tipula (Eumicrotipula) nubleana is een tweevleugelige uit de familie langpootmuggen (Tipulidae). De soort komt voor in het Neotropisch gebied.